# Techhouse
Techhouse er en blanding af techno og house (i særdeleshed Detroit techno).
Det lyder mere elektronisk end house og mindre monotont end den dybe techno.
Tech-House ligger omkring 120 – 135 bpm. Det bruges mange elektroniske lyde og synthesizere. Det bliver produceret på computere ( Mac / PC ). Beats'ne er i 4/4 takt og kører for det meste hele nummeret igennem.

## Danske DJ's/producere
- Thomas Madvig
- Krede
- Martinez
- John Tejada
- Anders Trentemøller
- Matias Tanzmann
- Stravöstrand

| Musik | Spire Denne musikartikel er en spire som bør udbygges. Du er velkommen til at hjælpe Wikipedia ved at udvide den. |